# 矢泽亚季
矢泽亚季（日语：／ Yazawa Aki，1991年11月5日—），日本女子皮划艇运动员，2014年亚洲运动会女子单人皮艇激流回旋铜牌得主、2018年亚洲运动会女子单人皮艇激流回旋金牌得主。